# Trenton (Nova Jérsia)
Trenton é a capital do estado norte-americano de Nova Jérsia e sede do condado de Mercer. Foi fundada em 1719 e incorporada em 13 de novembro de 1792.

## Geografia
De acordo com o United States Census Bureau, a cidade tem uma área de 21,2 km², dos quais 19,6 km² estão cobertos por terra e 1,6 km² por água.

## Demografia
Segundo o censo nacional de 2010, a sua população é de 84 913 habitantes e sua densidade populacional é de 3 996 hab./km². É a décima cidade mais populosa de Nova Jérsei. Possui 33 035 residências que resulta em uma densidade de 1 667 residências/km².

## Marcos históricos
O Registro Nacional de Lugares Históricos lista 48 marcos históricos em Trenton, dos quais 3 são Marco Histórico Nacional. O primeiro marco foi designado em 15 de abril de 1970 e os mais recentes em 3 de abril de 2017.